# Domalain
Domalain település Franciaországban, Ille-et-Vilaine megyében. Lakosainak száma 2050 fő (2022. január 1.). Domalain Argentré-du-Plessis, Bais, Étrelles, La Guerche-de-Bretagne, Moutiers, Saint-Germain-du-Pinel, Vergéal és Visseiche községekkel határos.

## Népesség
A település népességének változása:
| Lakosok száma | 1534 | 1404 | 1382 | 1810 | 1964 | 1985 | 2018 | 2020 | 2020 | 2050 |
|               | 1968 | 1982 | 1990 | 2006 | 2013 | 2015 | 2017 | 2019 | 2020 | 2022 |